# Grido del Douglas
Il grido del Douglas è un forte dolore dovuto ad accumulo di liquido infiammatorio e purulento nello scavo del Douglas (scavo retto uterino della donna e retto vescicale nell'uomo)

## Clinica
Dolore molto intenso che si ha all'esplorazione digitale del fornice posteriore vaginale in pazienti anche incoscienti. Questo segno può essere patognomonico di peritonite.
Vivo dolore durante l'esplorazione vaginale o rettale, dovuto a versamento libero in cavità peritoneale che tende per gravità a depositarsi a livello dello scavo del Douglas per viva reazione della parete peritoneale. 
Riconosce diverse cause, tra cui uno stato di flogosi degli organi pelvici che porta ad una reazione a livello del peritoneo (sierosa che riveste la cavità addominale).
Può, ad esempio, essere presente in caso di appendicite con annessa peritonite.